# كيم لويس
كيم لويس (بالإنجليزية: Kim Lewis)‏ هي ممثلة أسترالية، ولدت في 5 سبتمبر 1963 في سيدني في أستراليا.

## وصلات خارجية
- كيم لويس على موقع IMDb (الإنجليزية)
- كيم لويس على موقع قاعدة بيانات الفيلم (الإنجليزية)